# Colostygia pyrenaearia
Colostygia pyrenaearia är en fjärilsart som beskrevs av Charles Oberthür 1884. Colostygia pyrenaearia ingår i släktet Colostygia och familjen mätare. Inga underarter finns listade i Catalogue of Life.